# 도봉문화정보도서관
도봉정보문화도서관은 서울특별시 도봉구 창1동에 소재한 구립도서관이다. 관내 구립도서관중 규모가 가장 큰 도봉구 대표구립도서관 이기도 하다.

## 연혁
- 2001년 개관

## 시설현황
- 지하: 매점·식당, 보존서고1,2, 주차장
- 1층: 안내데스크, 종합자료실, 멀티미디어실, 어린이자료실, 유아실, 수유실, 수서정리실, 사무실, 전산기계실
- 2층: 멀티미디어실, 동아리방, 강의실1·2, 대강의실, 일반열람실 1·2, 공간아토, 회의실

## 이용방법
이용시간
| 구분         | 평일        | 주말        |
| ------------ | ----------- | ----------- |
| 안내데스크   | 09:00~18:00 | 09:00~16:30 |
| 종합자료실   | 09:00~22:00 | 09:00~17:00 |
| 어린이자료실 | 09:00~18:00 | 09:00~17:00 |
| 멀티미디어실 | 09:00~20:00 | 09:00~17:00 |
| 일반열람실   | 07:00~23:00 | 07:00~23:00 |

휴관일
- 정기휴무일: 매주 화요일 및 일요일을 제외한 법정 공휴일
(단, 공휴일과 일요일이 겹치는 일요일은 휴무)
- 임시휴무일: 도서관장이 필요하다고 인정하는 경우
- 전체휴관일 : 매월 두 번째 화요일(도서관 전체)

대출방법
- 도서자료
  - 대출: 1인 3권, 대출기간 최대 14일
  - 연장: 1회 7일 (예약된 자료는 불가)
  - 연체: 연체일 만큼의 대출 불가
- 비도서자료(DVD)
  - 대출: 1인 1점, 대출기간 최대 4일
  - 연장: 불가
  - 연체: 연체일 만큼의 대출 불가